# Andrea Liberovici
Andrea Liberovici (Torino, 30 marzo 1962) è un compositore, regista e cantautore italiano.

## Biografia
Figlio di Sergio Liberovici e di Margherita Galante Garrone, cresce a Venezia con la madre e con il musicologo Giovanni Morelli. Ha studiato composizione, violino, viola nei conservatori di Venezia e Torino, recitazione presso la scuola del Teatro stabile di Genova e canto con Cathy Berberian per la vocalità del musical. Creatore di musiche e testi, fin da giovanissimo scrive musiche di scena per importanti compagnie di teatro di prosa, musica per radio, televisione e balletti.
Il suo primo album esce a soli sedici anni, Oro (1978), ma è soprattutto con il successivo Liberovici (1980) che, a fianco di una certa maturità musicale nel filone cantautorale dell'epoca, si contraddistingue per alcuni testi scioccanti (che ricordano Faust'O o il primo Ivan Cattaneo), con alcune allusioni sessuali abbastanza esplicite.
Nel frattempo la sua carriera si era evoluta e affinata, dedicandosi soprattutto alla scrittura di musiche di scena per compagnie di teatro di prosa, musica per televisione e balletti. Nel 1992 ha pubblicato l'album Pranzo di famiglia.
Nel 1996 ha fondato assieme a Edoardo Sanguineti ed Ottavia Fusco una compagnia di teatro musicale, il "teatrodelsuono", che si applica alla sperimentazione di nuovi motivi delle relazioni musica, poesia, scena e tecnologie della elaborazione del suono e del montaggio. La sua musica e i suoi spettacoli sono stati presentati nelle grandi città italiane ed all'estero, come a New York, Parigi, Atene e Montréal. Negli anni ha realizzato spettacoli, installazioni e video con artisti italiani e internazionali quali Yuri Bashmet, Peter Greenaway, Aldo Nove, Judith Malina, Vittorio Gassman, Claudia Cardinale, Giorgio Albertazzi, Enrico Ghezzi.

## Composizioni
- 64[4][5][6][7][8][9], Oratorio per attori in 64 movimenti attraverso la memoria acustica del Living Theatre da J.Cage ad oggi, con Judith Malina[10], Hanon Reznikov, Ottavia Fusco, GRM – INA, Parigi 2000
- Frankenstein Cabaret,  Festival Les Musiques, GMEM, Marsiglia 2001
- Electronic Lied, GRM – INA, Parigi 2002
- Electronic Frankenstein[11][12], Teatro Carlo Felice, Genova 2002
- Intégral[13], Radio France-France Culture, Parigi 2003
- Children of Uranium[14], idea e libretto di Peter Greenaway, Teatrodelsuono, CRT Artificio, Change Performing Arts, Genova 2005
- L'ultimo viaggio di Cunegonda in Irak, Festival Archipel , Ginevra 2005
- Poètanz!, libretto Edoardo Sanguineti, Festival Oriente Occidente, Artemis Danza, Rovereto 2006
- Titania la Rossa[15], libretto e regia di Giorgio Albertazzi, Fondazione A. Toscanini, Piacenza 2007
- From Ivry, dedicato a Ivry Gitlis, con il Nouvel Ensemble Moderne, Montréal 2007
- La Trasparenza della Parola[16], libretto Emilio Jona musica e video Andrea Liberovici, con il Nouvel Ensemble Moderne, Festival Mito Torino 2007
- Springing from the Heart, libretto Daisaku Ikeda, Festival Les Musiques, GMEM, Marsiglia 2010
- Non un Silenzio[17][18], per viola, orchestra d'archi e celesta commande di Yuri Bashmet e Moscow Soloists, Teatro La Fenice, Venezia 2014
- MAVRYA, Dedicato a Martha Argerich e Ivry Gitlis, per violino e pianoforte, Lugano Festival - Progetto Martha Argerich[19], Lugano 2015
- Resonant Cities. Venezia: madrigale per violoncello e città, produzione GRM-INA, Parigi 2016
- Dialogo successivo, studio/omaggio per un “dialogo successivo“ da materiali acustici di Luigi Nono - per elettronica e violoncello, con Francesco Dillon, cello - Festival Nono, Venezia 2018
- Some Things, songbook - con Helga Davis e Vana Gierig , piano - Joe's Pub New York 2019
- Acoustic Postcards Venice, cartoline acustiche - 2020
- Venice Water Postcards, per quartetto d’archi ed elettroacustica, con Quartetto Prometeo - Heidelberg Fruhling Festival 2022
- Sounds of Venice Number Two, di Andrea Liberovici e Paolo Zavagna, Biennale Musica Venezia 2023

## Teatro
- Rap di Edoardo Sanguineti, musica e regia Andrea Liberovici, Teatro di Sant'Agostino di Genova (1996)
- Sonetto di Edoardo Sanguineti, musica e regia Andrea Liberovici, Teatro Carlo Felice di Genova (1997)
- Macbeth Remix, da William Shakespeare di Edoardo Sanguineti, musica e regia Andrea Liberovici, Spoleto Festival di Spoleto (1998)
- Sei personaggi.com, da Luigi Pirandello di Edoardo Sanguineti, Teatro Stabile di Genova (2001)
- Concerto per Roma, con Giorgio Albertazzi, Uto Ughi, Teatro Argentina di Roma (2002)
- Quaderni di Serafino Gubbio operatore di Luigi Pirandello, Teatro Stabile, Roma (2002)
- Candido. Soap opera musical, di Aldo Nove e Andrea Liberovici, Teatro Stabile di Genova (2004)
- Centurie, da Manganelli, Calvino, Trilussa, con Massimo Popolizio,  XXXVIII Festival di Borgio Verezzi di Borgio Verezzi (2004)
- Urfaust di J. W. Goethe, con Ugo Pagliai e Paola Gassman, XXXIX Festival di Borgio Verezzi, Teatro Stabile di Genova, Teatro Stabile del Veneto, Borgio Verezzi (2005)
- Lo zoo di vetro[20] di Tennessee Williams, con Claudia Cardinale, Fox&Gould di Roma (2006)
- Nel nome di Gesù di Corrado Augias, con Paolo Bonacelli, musica e regia Andrea Liberovici, Teatro Stabile di Genova (2010)
- Operetta in nero, musica, testo, video e regia Andrea Liberovici, con Helga Davis, Teatro Stabile di Genova (2011)
- Fiona di Mauro Covacich, musica e regia Andrea Liberovici, Teatro Stabile di Trieste (2012)
- Macbeth Remix, da William Shakespeare di Edoardo Sanguineti, musica e regia Andrea Liberovici, Teatro Stabile di Genova, (2016) – nuova versione
- Faust's Box. A transdisciplinary journey, musica, testo, regia e video di Andrea Liberovici, con Helga Davis, Philippe Nahon e Ars Nova Ensemble (2016)
- Trilogy in Two. Opera mosaico,[21][22][23][24] musica, testo, regia e video di Andrea Liberovici, con Helga Davis, Schallfeld Ensemble, direttrice Sara Caneva (2019)
- Pop Detox, opera (work in progress) video Gianluca Abbate - Italian Academy, New York 2023

## Radio
- Musica in Metamorfosi, 12 trasmissioni radiofoniche per Radio 3 Rai
- VENEZIA ACUSTICA. Diario di un cacciatore di suoni, 8 trasmissioni radiofoniche per Radio 3 Rai
- Maestranze, trasmissione radiofonica in 10 episodi per Radio 3 Rai

## Album
- 1978 - Oro (CGD, 20089 LP)
- 1980 - Liberovici (CGD, 20194, LP/CD)
- 1992 - Pranzo di famiglia (Carosello, CDCLN 25159 , CD)
- 1996 - Rap (Fonit Cetra, NFCD 2044, CD)
- 1998 - Sonetto (Devega, CD)
- 2000 - 64 (INA, CD)
- 2003 - Electronic Frankenstein (Gmem, Francia)

## Opere letterarie
- Veneziacustica, Libro dei suoni n.1, Squilibri, 2023, ISBN 8885571700
- Officina Liberovici, Marsilio, 2006, ISBN 9788831791120 (catalogo delle opere)
- Candido. Soap opera musical, Il Melangolo, 2004, ISBN 978-88-7018-530-0 (libretto spettacolo)
- l mio amore è come una febbre e mi rovescio, Andrea Liberovici e Edoardo Sanguineti Bompiani, 1998, ISBN 8845236005

## Filmografia
- Il teatro immateriale, RaiSat Show (2003)
- 500.000 leoni, 57º Film Festival Locarno, Locarno (2004)
- Work in Regress,[25] Teatrodelsuono, Genova (2006)